# Ukupanipo
U havajskoj mitologiji, Ukupanipo je muški bog u liku morskog psa.
Stari Havajci su vjerovali da ovaj bog kontrolira količinu ribe koju ribari love. Također, vjerovali su da Ukupanipo katkad posvaja muško ljudsko dijete kojem daje moć da se pretvori u morskog psa.